# じれったいロマンス
『じれったいロマンス』は、2017年4月17日から2017年5月30日まで韓国のOCNで放送された連続ドラマ。OCN初のラブコメディドラマである。世界120ヶ国で同時配信された。

## あらすじ
大福グループの御曹司ジヌク（ソンフン）は、後継者の自覚もなく毎日遊んでいたところ、会長である父親の逆鱗に触れ、同グループのリゾートホテルでベルボーイとして働くよう修行に出されてしまう。そこでジヌクは母親の再婚式のため客として訪れていたユミ（ソン・ジウン）と出会う。ユミは就職浪人を繰り返し、自由奔放な母親にも振り回されっぱなしの人生に嫌気が差していた。ひょんなことから2人は酒を交わし心を通わせていくうちに成り行きで一夜を共にしてしまう。ユミは恋愛経験が無く、翌朝目を覚ますと混乱しそのまま逃亡。その3年後、栄養士として働くようになったユミは大福グループに転属となり、本部長となったジヌクと再会する。

## キャスト
チャ・ジヌク
演 - ソンフン
大福グループの御曹司。容姿端麗でモテモテの人生を送っていたが、ユミと出会ってから彼女以外の女性と恋愛が出来なくなり、ワーカーホリックとなる。
イ・ユミ
演 - ソン・ジウン
大福グループの社員食堂に配属された栄養士。堅物な性格で恋愛経験がないが、3年前にジヌクと一夜を共にしてしまう。
働きすぎで栄養失調になったジヌクの専属の栄養士に指名される。
チョン・ヒョンテ
演 - キム・ジェヨン
ユミの男友達。カフェを経営しながら作家活動をしている。密かにユミに想いを寄せている。
チュ・ヘリ
演 - チョン・ダソル
人気アナウンサー。恋に一途でジヌクに12年間アプローチし続けているが相手にされない。
チョ・ミヒ
演 - ナム・ギエ
元ポルノ女優のユミの母。再婚してユミと歳の離れた弟ドングを出産するが離婚し、ユミの家にドングと共に転がり込んでくる。
ドング
演 - チュ・サンヒョク
ユミの3歳の異父弟。
チャン・ウジン
演 - パク・シンウン
ジヌクの秘書。
チャ・テボク
演 - キム・ジョング
大福グループの会長でジヌクの父。ジヌクとユミの関係に気付き、ユミと暮らすドングが自分の孫ではないかと疑いを持つ。